# Potemnemus sepicanus
Potemnemus sepicanus là một loài bọ cánh cứng trong họ Cerambycidae.